# Róbert Albert Gottier
Róbert Albert Gottier, též Robert Albert Gottier nebo Robert Gottier (29. dubna 1897 Čierny Balog – 26. července 1968 Brezno), byl slovenský a československý politik; poválečný poslanec Prozatímního Národního shromáždění, Ústavodárného Národního shromáždění a Národního shromáždění ČSR za Komunistickou stranu Slovenska (respektive za KSČ).

## Biografie
Patřil mezi zakládající členy KSČ. Původní profesí byl strojním zámečníkem. Pracoval v dělnických profesích na různých místech. V letech 1938–1944 byl pracovníkem nemocenské pojišťovny v Banské Bystrici. Organizoval komunistické dělnické hnutí, byl angažovaný v Slovenském národním povstání. Během Slovenského národního povstání zastával funkci předsedy ONV v Brezně a v této funkci působil i po osvobození v roce 1945.
V letech 1945–1946 byl poslancem Prozatímního Národního shromáždění za KSS a zároveň jeho místopředsedou. V parlamentu setrval do parlamentních voleb v roce 1946. Pak byl členem Ústavodárného Národního shromáždění. Po parlamentních volbách roku 1948 se stal poslancem Národního shromáždění. Na postu poslance setrval do roku 1954.
V letech 1954–1957 pracoval na pile v Štiavničce a Smrečiny v Banské Bystrici. Byl mu udělen Řád práce.